# رزنیک (دهانه)
رزنیک یک دهانه برخوردی در ماه‌ است.